# 長部 (パーリ)
長部（ちょうぶ、巴: Dīgha Nikāya, DN, ディーガ・ニカーヤ）とは、仏教のパーリ語経典の経蔵を構成する「五部」（巴: Pañca Nikāya, パンチャ・ニカーヤ）の内の、第1番目（最初）の「部」（nikāya, ニカーヤ）のこと。長編の経典を集めた領域である。
漢訳仏典における『阿含経』の内の『長阿含経』(じょうあごんぎょう)に相当する。

## 構成
以下の34経で構成される。
- 1. 戒蘊篇（かいうんへん、Sīlakkhandha-vagga, シーラッカンダ・ヴァッガ）
  - 1. 『梵網経』（ぼんもうきょう、Brahmajāla-sutta, ブラフマジャーラ・スッタ）
  - 2. 『沙門果経』（しゃもんがきょう、Sāmaññaphala-sutta, サーマンニャパラ・スッタ）
  - 3. 『阿摩昼経』（あまちゅうきょう、Ambaṭṭha-sutta, アンバッタ・スッタ）
  - 4. 『種徳経』（しゅとくきょう、Soṇadaṇḍa-sutta, ソーナダンダ・スッタ）
  - 5. 『究羅檀頭経』（くらだんずきょう、Kūṭadanta-sutta, クータダンタ・スッタ）
  - 6. 『摩訶梨経』（まかりきょう、Mahāli-sutta, マハーリ・スッタ）
  - 7. 『闍利経』（じゃりきょう、Jāliya-sutta, ジャーリヤ・スッタ）
  - 8. 『大師子吼経』（だいししくきょう、Mahāsīhanāda-sutta, マハーシーハナーダ・スッタ）
（or『迦葉師子吼経』（かしょうししくきょう、Kassapa-sīhanāda-sutta, カッサパシーハナーダ・スッタ））
  - 9. 『布吒婆楼経』（ふたばろうきょう、Poṭṭhapāda-sutta, ポッタパーダ・スッタ）
  - 10. 『須婆経』（すばきょう、Subha-sutta, スバ・スッタ）
  - 11. 『堅固経』（けんごきょう、Kevaṭṭa-sutta, ケーヴァッタ・スッタ）
  - 12. 『露遮経』（ろしゃきょう、Lohicca-sutta, ローヒッチャ・スッタ）
  - 13. 『三明経』（さんみょうきょう、Tevijja-sutta, テーヴィッジャ・スッタ）
- 2. 大篇（だいへん、Mahā-vagga, マハー・ヴァッガ）
  - 14. 『大本経』（だいほんきょう、Mahāpadāna-sutta, マハーパダーナ・スッタ）
  - 15. 『大縁経』（だいえんきょう、Mahānidāna-sutta, マハーニダーナ・スッタ）
  - 16. 『大般涅槃経』（だいはつねはんぎょう、 Mahāparinibbāna-sutta, マハーパリニッバーナ・スッタ）
  - 17. 『大善見王経』（だいぜんけんおうきょう、Mahāsudassana-sutta, マハースダッサナ・スッタ）
  - 18. 『闍尼沙経』（じゃにしゃきょう、Janavasabha-sutta, ジャナヴァサバ・スッタ）
  - 19. 『大典尊経』（だいてんそんきょう、Mahāgovinda-sutta, マハーゴーヴィンダ・スッタ）
  - 20. 『大会経』（だいえきょう、Mahāsamaya-sutta, マハーサマヤ・スッタ）
  - 21. 『帝釈所問経』（たいしゃくしょもんきょう、Sakkapañha-sutta, サッカパンハ・スッタ）
  - 22. 『大念処経』（だいねんじょきょう、Mahāsatipaṭṭhāna-sutta, マハーサティパッターナ・スッタ）
  - 23. 『弊宿経』（へいしゅくきょう、Pāyāsi-sutta, パーヤーシ・スッタ）
- 3. 波梨篇（はりへん、Pāthika-vagga, パーティカ・ヴァッガ）
  - 24. 『波梨経』（はりきょう、Pāthika-sutta, パーティカ・スッタ）
  - 25. 『優曇婆邏経』（うどんばらきょう、Udumbarika-sutta, ウドゥンバリカ・スッタ）
　（or『優曇婆邏師子吼経』（うどんばらししくきょう、Udumbarika-sīhanāda-sutta, ウドゥンバリカ・シーハナーダ・スッタ））
  - 26. 『転輪王経』（てんりんおうきょう、Cakkavatti-sutta, チャッカヴァッティ・スッタ）
　（or『転輪聖王師子吼』（てんりんじょうおうししくきょう、Udumbarika-sīhanāda-sutta, チャッカヴァッティ・シーハナーダ・スッタ））
  - 27. 『起世因本経』（きせいんほんきょう、Aggañña-sutta, アッガンニャ・スッタ）
  - 28. 『自歓喜経』（じかんぎきょう、Sampasādanīya-sutta, サンパサーダニーヤ・スッタ）
  - 29. 『清浄経』（しょうじょうきょう、Pāsādika-sutta, パーサーディカ・スッタ）
  - 30. 『三十二相経』（さんじゅうにそうきょう、Lakkhaṇa-sutta, ラッカナ・スッタ）
  - 31. 『教授尸伽羅越経』（きょうじゅしからえつきょう、Sigalovada-sutta, シガローヴァダ・スッタ）
  - 32. 『阿吒曩胝経』（あたくのうていきょう、Āṭānāṭiya-sutta, アーターナーティヤ・スッタ）
  - 33. 『等誦経』（とうじゅきょう、Saṅgīti-sutta, サンギーティ・スッタ）
  - 34. 『十上経』（じゅうじょうきょう、Dasuttara-sutta, ダスッタラ・スッタ）

## 日本語訳

### 全訳
- 『南伝大蔵経・経蔵・長部経典1-3』（6, 7, 8巻） 大蔵出版
  - 第6巻 長部一 : 戒蘊篇 (Sīlakkhandha-vagga)  - インターネットアーカイブ: nandendaizokyovol06
  - 第7巻 長部二 : 大篇 (Mahā-vagga) - インターネットアーカイブ: nandendaizokyovol07
  - 第8巻 長部三 : 波梨篇 (Pāṭika Vagga) - インターネットアーカイブ: nandendaizokyovol08
- 『パーリ仏典 長部（ディーガニカーヤ）』（全6巻）片山一良訳 大蔵出版
- 『原始仏典 長部経典1-3』（第1-3巻）中村元監修 春秋社

### 部分訳
サーマンニャパラ経（沙門果経） [DN2]
- 『世界の名著1 バラモン教典, 原始仏典 』中央公論社

マハーパリニッバーナ経（大般涅槃経） [DN16]
- 『ブッダ最後の旅―大パリニッバーナ経』中村元訳 岩波文庫